# ديانا أيالا جولدنر
ديانا أيالا جولدنر (بالإنجليزية: Diane Ayala Goldner)‏ هي ممثلة أمريكية، ولدت في 1 سبتمبر 1956.

## أعمال

### أفلام
- (2013) فأس III

## وصلات خارجية
- ديانا أيالا جولدنر على موقع IMDb (الإنجليزية)
- ديانا أيالا جولدنر على موقع أول موفي (الإنجليزية)
- ديانا أيالا جولدنر على موقع قاعدة بيانات الفيلم (الإنجليزية)